# Vallée d'Aoste Vive
Vallée d’Aoste Vive était un mouvement politique autonomiste de la Vallée d'Aoste, militant pour un gouvernement responsable et affirmant l’importance de la solidarité sociale et de la dignité des citoyens. Il avait pour chef Robert Louvin et son siège se trouvait à Aoste. Il a fusionné en 2010 au sein d'Autonomie Liberté Participation Écologie (ALPE).

## Histoire
Vallée d’Aoste Vive est fondé le 4 décembre 2005 à partir de la Liste civique Aosta viva, dont faisaient partie des hommes politiques qui avaient décidé de quitter l’Union valdôtaine, le parti majoritaire en Vallée d’Aoste, et des représentants de la société civile. Cette liste se présente pour la première fois aux élections municipales de 2005 à Aoste, en coalition avec des partis de centre-gauche, en proposant Robert Louvin, son fondateur, pour le poste de maire.
Ce mouvement se diffuse par la suite pour s’élargir à la région entière. Il s’inspire des principes de la charte signée à Pollein en juin 2005.
Aux Élections générales italiennes de 2006 VdA Vive adhère à l’Alliance autonomiste et progressiste, qui réunit les autonomistes et les partis de centre-gauche et qui se présente aux collèges uninominaux valdôtains avec une liste nommée « Autonomie Liberté Démocratie » pour élire les deux parlementaires valdôtains.
Le 28 janvier 2008, le secrétaire du parti, Paul Louvin, signe un document politique avec Albert Chatrian, dirigeant du parti autonomiste Renouveau valdôtain pour une coalition en vue des élections régionales du 25 mai 2008. Les deux partis obtiennent 12,48 % des voix et 5 sièges de conseillers.
Le 26 juillet 2008, Guy Dondenynaz est élu secrétaire du mouvement.
Robert Louvin se présente comme tête de liste aux élections européennes de 2009 de la coalition Autonomie Liberté Démocratie, alliée au niveau national avec l’Italie des Valeurs d’Antonio Di Pietro, mais qui n'obtient aucun élu.
En février 2010, Autonomie Liberté Démocratie devient un parti au sein duquel Vallée d'Aoste Vive fusionne. En mars 2011, ce parti prend le nom d'Autonomie Liberté Participation Écologie (ALPE).